# La Fortezza
La Fortezza is een woon- en werkgebouw in het centrum van de Nederlandse stad Maastricht, gelegen aan de Avenue Céramique in het stadsdeel Wyck-Céramique. Het in 2000 voltooide gebouw van de Zwitserse architect Mario Botta bevat 98 appartementen en 7000 m² kantoorruimte, verdeeld over drie monumentale bouwvolumes.

## Geschiedenis
Het terrein waarop sinds 2000 La Fortezza staat, lag tot 1867 net buiten de stadsmuur van Wyck. Iets ten noordoosten van dit terrein lag het zestiende-eeuwse Parmabastion, waarvan omstreeks 1990 restanten zijn opgegraven en waarvan de contouren zichtbaar zijn gemaakt in het plaveisel van de Avenue Céramique. Na de opheffing van de vesting in 1867 kwam het terrein in handen van de aardewerkfabriek Société Céramique, die in 1851 gesticht was als Clermont & Chainaye. In 1958 fuseerde de fabriek met de lokale concurrent De Sphinx, waarna de aardewerkproductie in Wyck geleidelijk werd afgebouwd. Omstreeks 1980 lag het fabrieksterrein grotendeels braak.
In 1988 kocht het pensioenfonds ABP, waarmee de gemeente Maastricht een publiek-private samenwerking was aangegaan, het 23 hectare grote Céramiqueterrein en begon de herontwikkeling. De meeste fabrieksgebouwen werden gesloopt. De architect en stedenbouwkundige Jo Coenen maakte een masterplan, waarbij de Avenue Céramique de belangrijkste noordzuid-as werd. Coenen nodigde een groot aantal (internationale) architecten uit om de diverse bouwblokken te realiseren. Voor het perceel aan de buitenbocht van de avenue, grenzend aan de negentiende-eeuwse Stationsbuurt, werd de Zwitserse architect Mario Botta gevraagd.

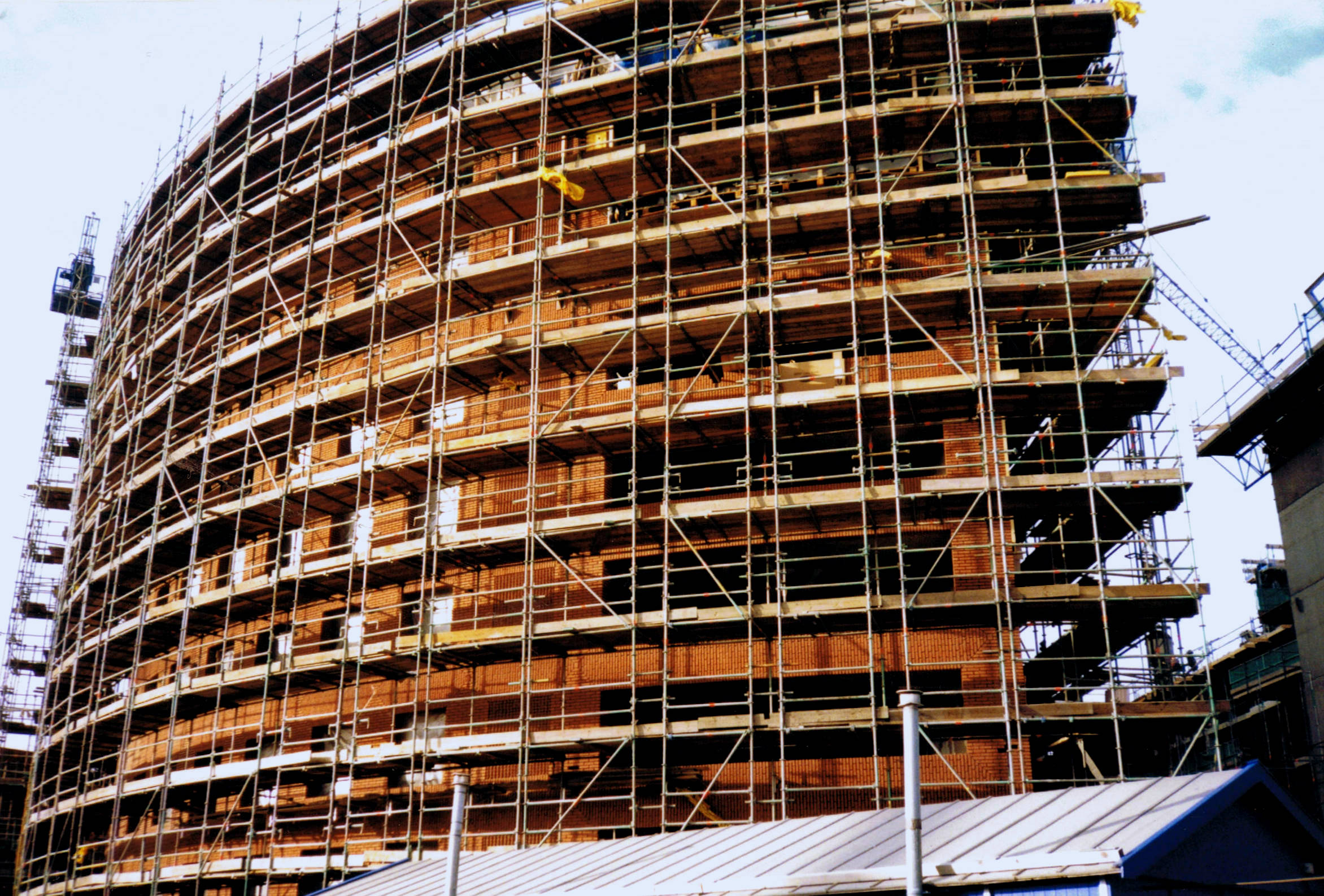
Bouw van La Fortezza, januari 1999

Het ontwerpproces was langdurig (1990-1999) en gecompliceerd, mede door de veranderende randvoorwaarden. Eerst zou een casino zich op deze locatie vestigen, daarna de Rechtbank Maastricht. Toen deze laatste in 1995 koos voor het voormalige ziekenhuis Sint-Annadal, werd geopteerd voor een mix van woningen en kantoren. Cruciaal was de interactie tussen de 'supertalenten' Coenen en Botta. Die laatste kon binnen drie tellen een schets maken, maar was tevens in staat het de volgende dag zodanig te wijzigen dat de supervisor zijn plannen aanpaste. Coenen had in zijn masterplan een concaaf gebouw ingepland, een gebouw dat met de bocht meebewoog, maar Botta deed het tegenovergestelde: hij ontwierp een volmaakt rond gebouw geflankeerd door rechthoekige vleugels. Coenen wilde een zwart gebouw tegenover zijn witte Centre Céramique. Uiteindelijk werd het een dieprood gebouw (met zwarte detaillering) tegenover een grijswit (met details in oranje-bruin).
De bouw ging van start in 1997. In juni 1998 werd het hoogste punt bereikt. Botta kwam een kijkje nemen en prees de bouwvakkers, die zijn soms gecompliceerde baksteenarchitectuur adequaat hadden weten uit te voeren.

## Architectuur en gebiedsinrichting
La Fortezza is Italiaans voor 'de vesting'. Op de plek waar eeuwenlang de vestingwerken van Wyck lagen, ontwierp Botta een cilinder die op een ronde burcht lijkt, en twee onder een hoek geplaatste lineaire volumes, die aan de facen van een bastion doen denken. Zoals de vestingwerken een positie innamen tussen stad en land, zo verbindt La Fortezza de oude stad met de nieuwe. Botta tekende aan het einde van de Wilhelminasingel "een gebouw dat zich niet wegcijfert en evenmin overdondert". Het gebruik van zulke verschillende vormen als de cilinder en de 'doos', maakt meteen het verschil in functie duidelijk: wonen in de cilinder en werken in de dozen. Architectonisch vormt de cilinder het zwaartepunt, niet in het minst door de grotere hoogte.

### Centraalbouw

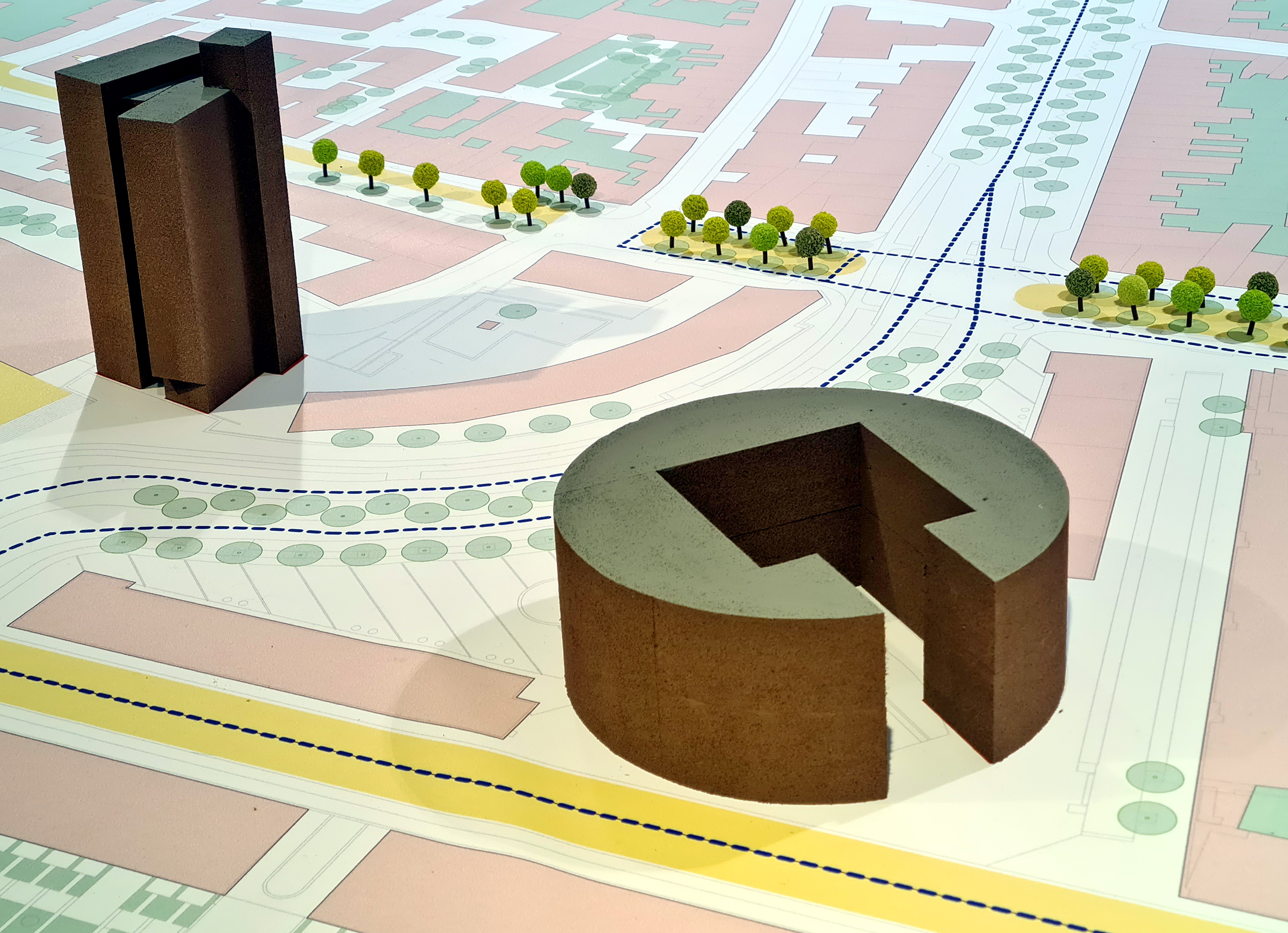
Globale maquette van de centraalbouw van La Fortezza (en de Toren van Siza). De kantoorvleugels en overige bebouwing zijn slechts tweedimensionaal weergegeven

Botta wilde het centrale gebouw van La Fortezza een pure, ronde vorm geven, zonder (zichtbare) dakopbouwen of uitstekende balkons. Het gebouw telt negen verdiepingen en is daarmee een van de hogere bouwwerken in Céramique. Alle vensteropeningen, behalve die aan de achterkant van het gebouw, hebben dezelfde vierkante vorm en afmetingen, en zijn onderdeel van een volkomen regelmatig rasterpatroon. Op de begane grond bevinden zich enkele blinde vensters. Op de drie hoogste verdiepingen zijn de vensters en loggia's iets teruggeplaatst en telkens per drie met elkaar verbonden door een verticale opening in de gevel. Deze openingen hebben aan de bovenkant een rechthoekige insnijding. Ook de tussenliggende muurdammen bevatten insnijdingen. De associatie met de schietgaten of kantelen van een verdedigingswerk ligt voor de hand. Dat wordt nog versterkt door de uitkragende, stalen balustrade die op de dakrand is geplaatst. Aan de achterkant, nabij de hoek Sphinxlunet-Clermontlunet, is op straatniveau een reeks zeer smalle vensteropeningen aangebracht. Op deze hoek eindigt de horizontale reeks verticaal gekoppelde vensters in een verticale reeks horizontaal gekoppelde loggia's. Hier opent de centraalbouw zich over de volle hoogte, waardoor men ruim zicht heeft op het vierkante binnenplein. Op straatniveau is deze opening iets verruimd. Aan de andere kant van de centraalbouw zijn in de vier onderste bouwlagen twee onderdoorgangen, die zich eveneens op straatniveau verbreden. Het gebouw telt drie ingangspartijen, die iets terug gelegen zijn en geheel in zwart staal en kunststof(?) zijn vormgegeven. De ingangspartijen aan de lunetten strekken zich uit over vier bouwlagen en vier traveeën en bevatten behalve de entrees ook vensters op de hoger gelegen verdiepingen. De ingangspartij aan het plein is iets bescheidener in hoogte (twee bouwlagen); aan deze zijde zijn de twee hoge doorgangen dominanter. Aan de kant van de Avenue Céramique heeft het gebouw een lage plint van grijze natuursteen, die doorloopt in de onderdoorgangen. Ook de steunpilaren van de overkragende delen bij de entree en bij de doorgangen zijn met natuursteen bekleed.
In de centraalbouw zijn 98 drie- en vierkamerappartementen ondergebracht, waarvan 65 koopappartementen en 33 huurappartementen van woningcorporatie Servatius. Hoewel er woningen in allerlei types zijn, is dat aan de buitenkant van het gebouw niet te zien.

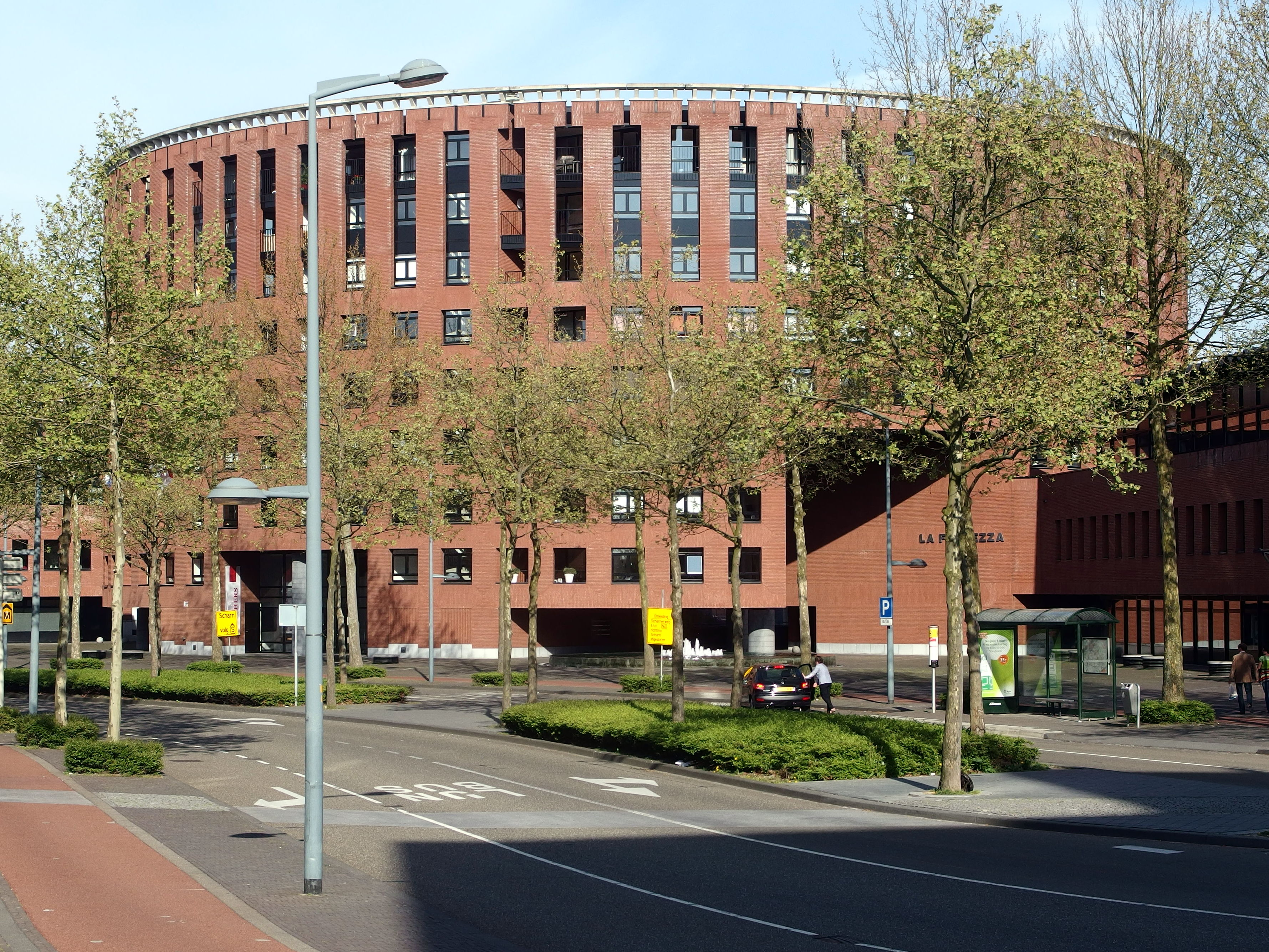
Centraalbouw vanuit het zuiden
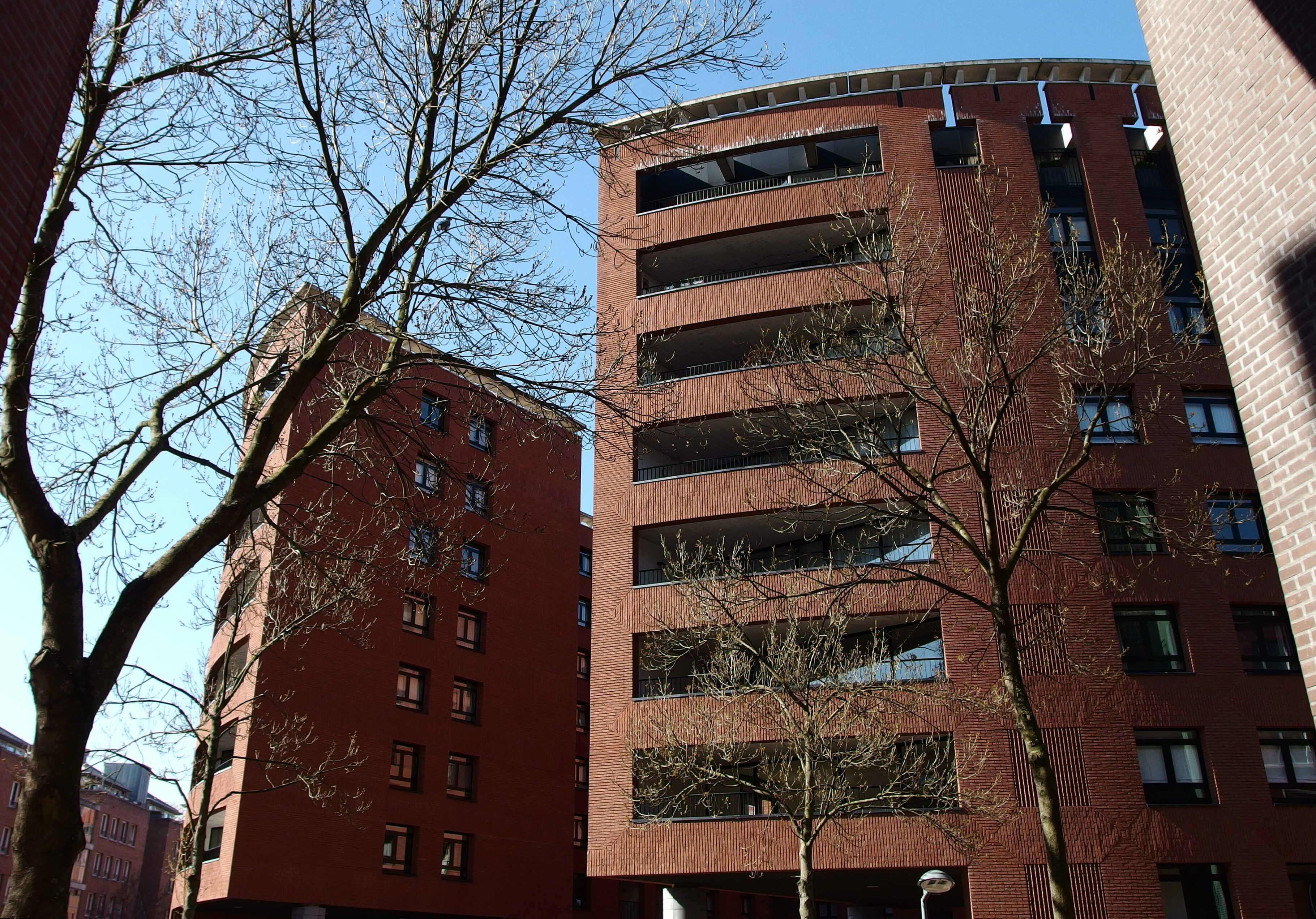
Open zijde vanuit het oosten
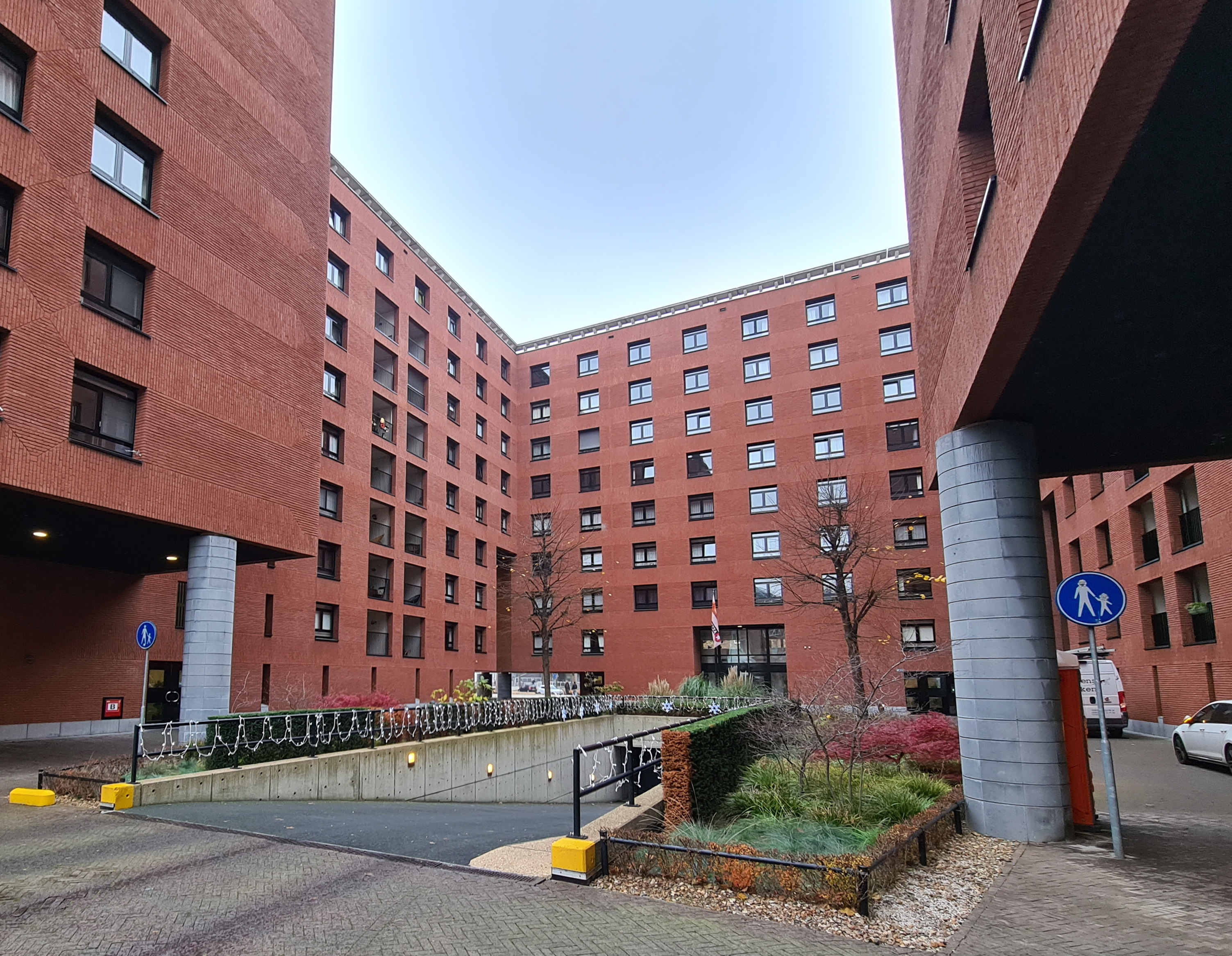
Binnenplein met parkeergarage
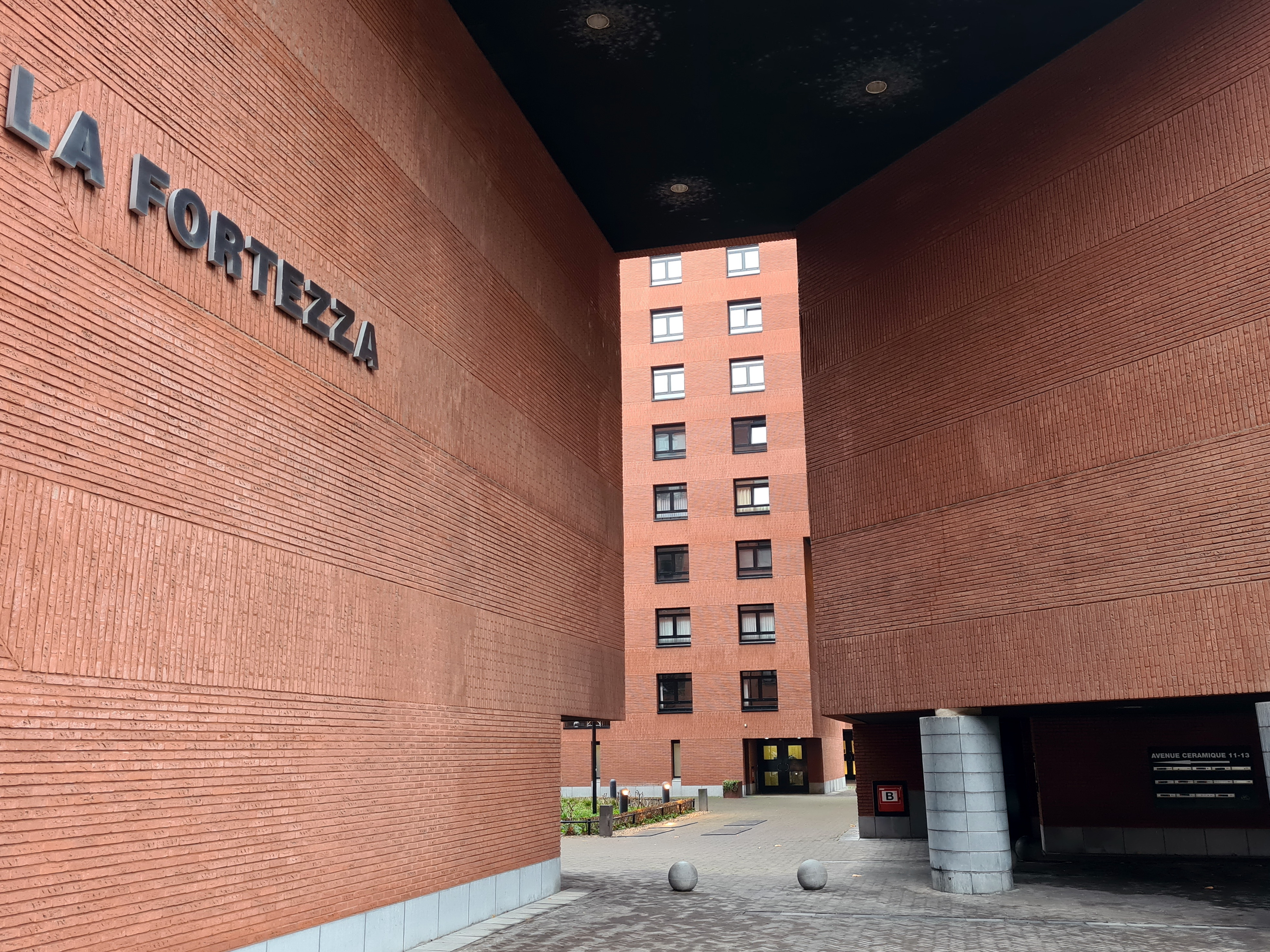
Onderdoorgang

### Kantoorvleugels
De twee identieke lineaire blokken vormen door hun positionering een afbakening van een pleinruimte aan de buitenbocht van de Avenue Céramique. Dat de twee kantoorvleugels een hoek van circa 85° beschrijven, geen rechte hoek dus, is het gevolg van de door Coenen bepaalde loop van de straten in dit gebied; in feite een voortzetting van het stratenpatroon in de Stationsbuurt. Omdat de centraalbouw in het plan van Botta dominant moest zijn, moesten de lineaire volumes los daarvan komen te liggen en bovendien lager worden. Van de drie bouwlagen liggen de onderste en de bovenste iets terug. Door het gebruik van glas en zwart staal vallen ze bovendien minder op. Wel in het oog springen de zigzaggende dakranden en de luifels boven de entrees, die laatste van glas en zwart staal, en aan de muur bevestigd met zware kettingen, als valbruggen bij een middeleeuwse burcht. De kantoorvleugels maken verbinding met het woongebouw via twee gemetselde loopbruggen, voorzien van oculi. Aan de uiteinden, op gepaste afstand van de centraalbouw, krijgen de vleugels iets meer hoogte: vijf bouwlagen. De kopgevel aan de Akerstraat staat onder een lichte hoek met deze straat (zie voorgaande noot). Beide gevels zijn verbijzonderd door diepe insnijdingen, waarvan de meest prominente de gevel verticaal in tweeën splijt, waardoor twee 'torens' ontstaan. De twee verdiepingen hoge loggia's worden bekroond met licht gebogen luifels van glas en staal, die doen denken aan luifels boven de entrees. De lange gevels aan de lunetten verschillen sterk van de gevels aan de pleinzijde. Hier imponeert het metselwerk. De natuurstenen plint, in overeenstemming met de randvoorwaarden in het masterplan van Coenen, is opgetrokken tot aan de onderkant van de vensters op de begane grond, die voorzien zijn van zware vensterbanken van natuursteen. De ingangsportalen zijn vrij eenvoudig: drie traveeën breed en niet hoger dan één bouwlaag.
In de twee vleugels aan de Clermontlunet en de Sphinxlunet, aangeduid als La Fortezza I en II, bevindt zich 7000 m² kantoorruimte. In de noordvleugel is van meet af aan de Raad voor de Kinderbescherming gevestigd geweest. Na het vertrek van de oorspronkelijke huurder uit de zuidvleugel (ABN AMRO), vestigden zich hier onder andere Bayer Medical Care, Catella IM Benelux, Flycatcher, uitzendbureau Young Capital. Op 8 maart 2004 kochten Paloma García en Peter Post de commerciële ruimte van het centrale gebouw om er hun Galerie Post + García te vestigen. Mario Botta ontwierp voor hen tot in detail de inrichting van de galerieruimte. In 2018 werden de kantoorvleugels verkocht aan de Amsterdamse belegger Tango Properties. In 2024 werden La Fortezza I en II tweemaal verkocht. De eerste koper wilde er woningen in vestigen, maar dat bleek niet haalbaar. De tweede koper verlengde de huurcontracten met de bestaande huurders Rijksvastgoedbedrijf, Bayer Medical Care, Catella IM Benelux en Young Capital, en vond een nieuwe huurder voor het leegstaande deel.

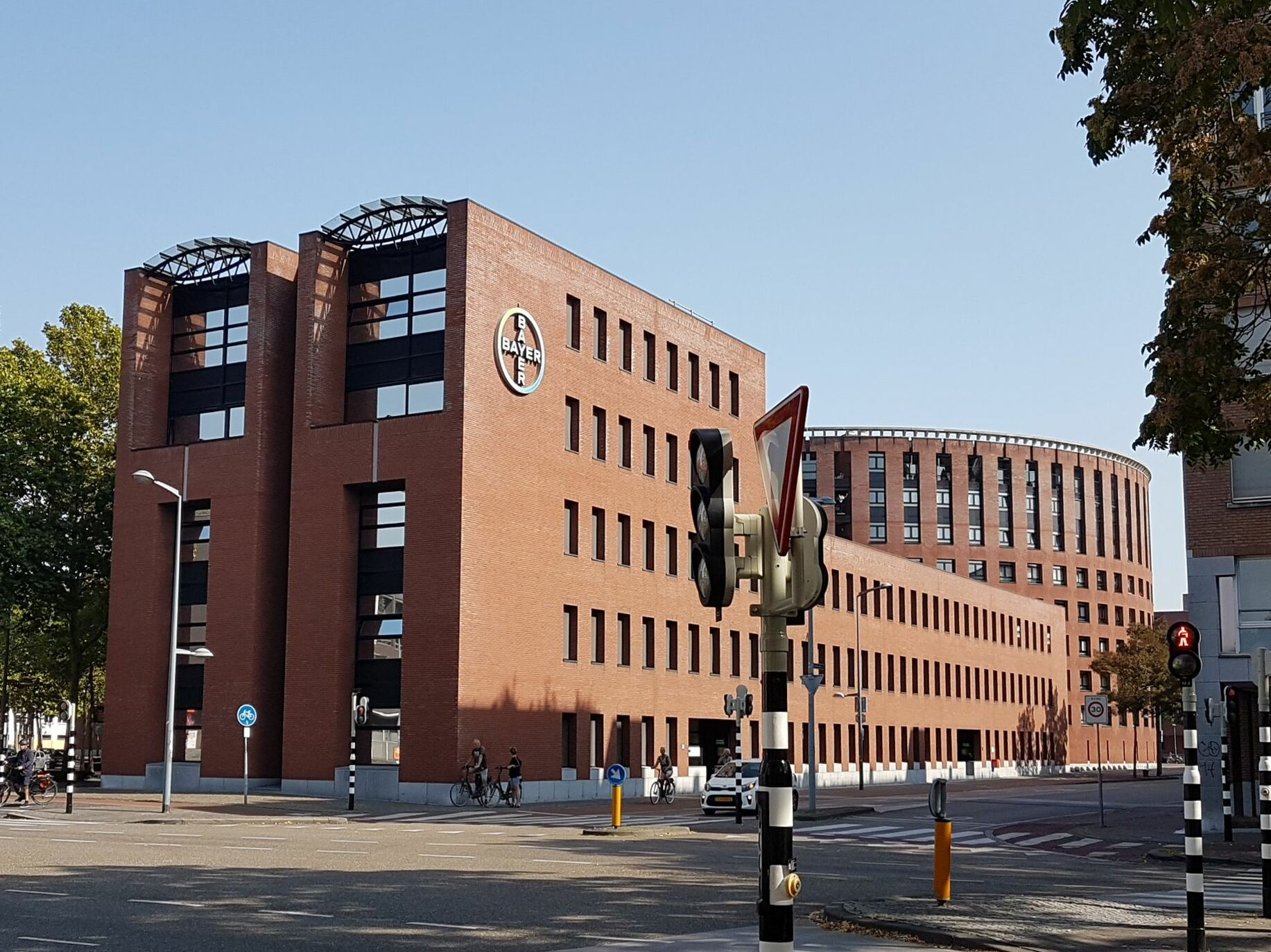
Zuidvleugel, Sphinxlunet
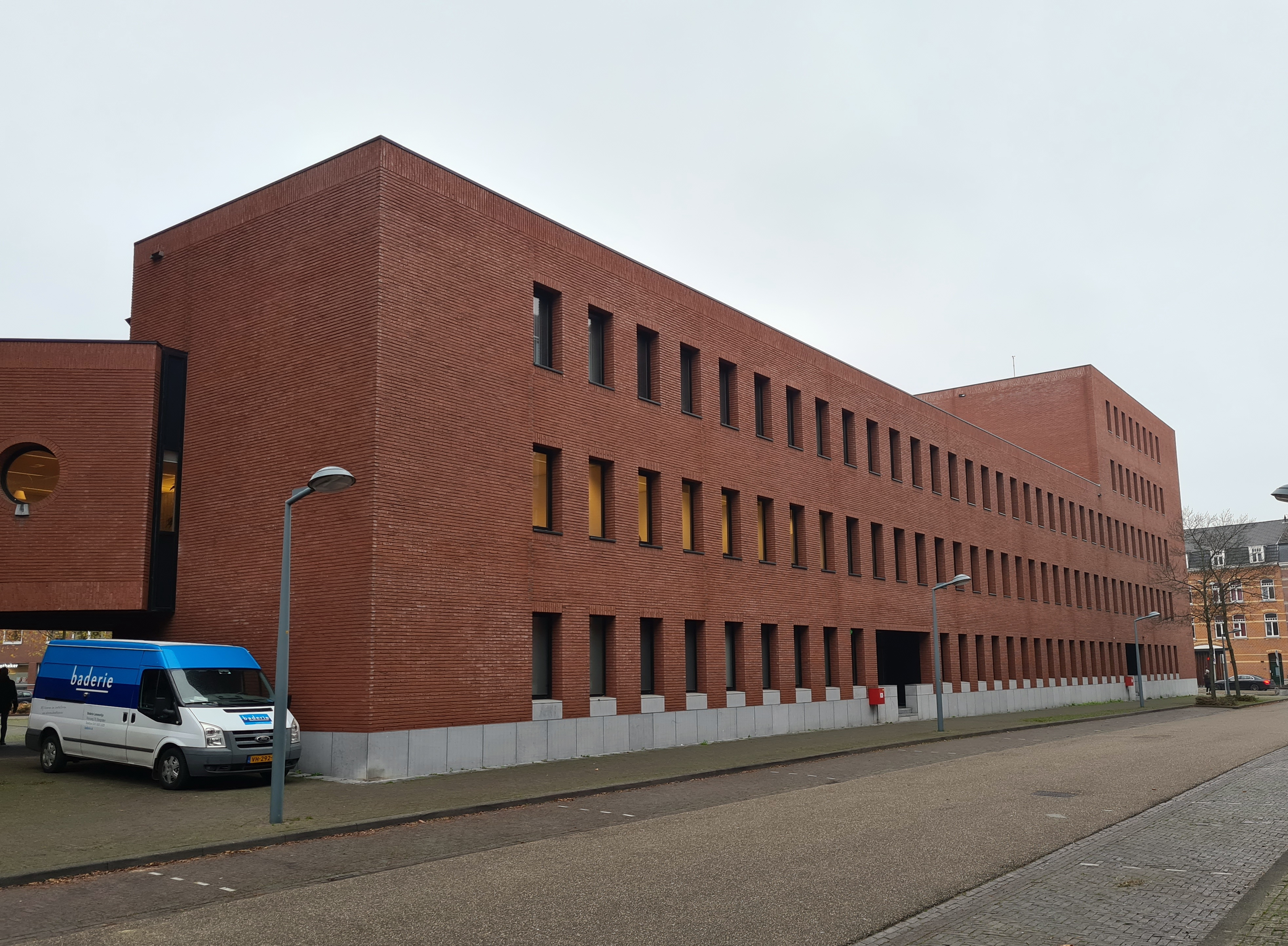
Noordgevel, Clermontlunet
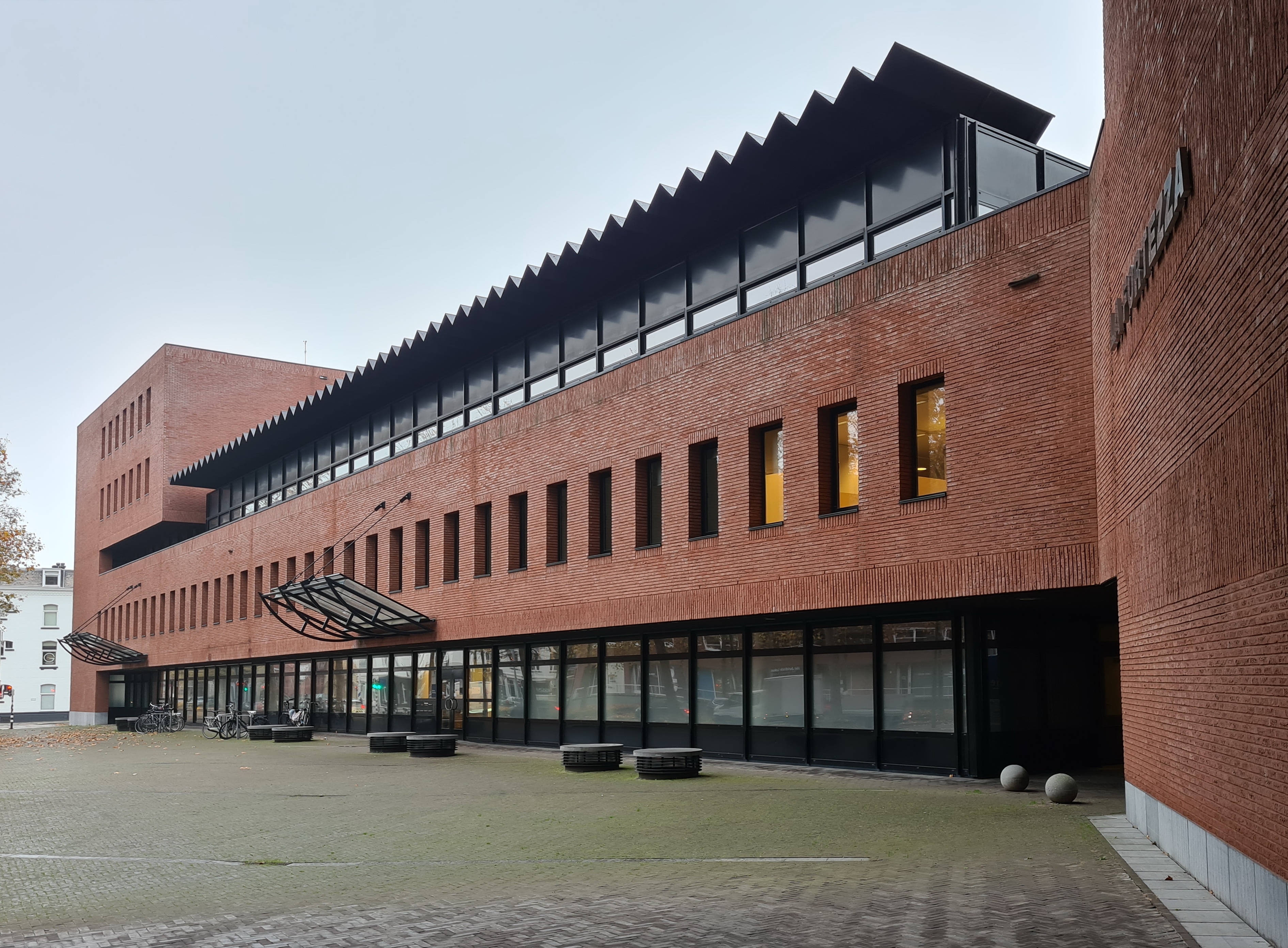
Idem, westgevel
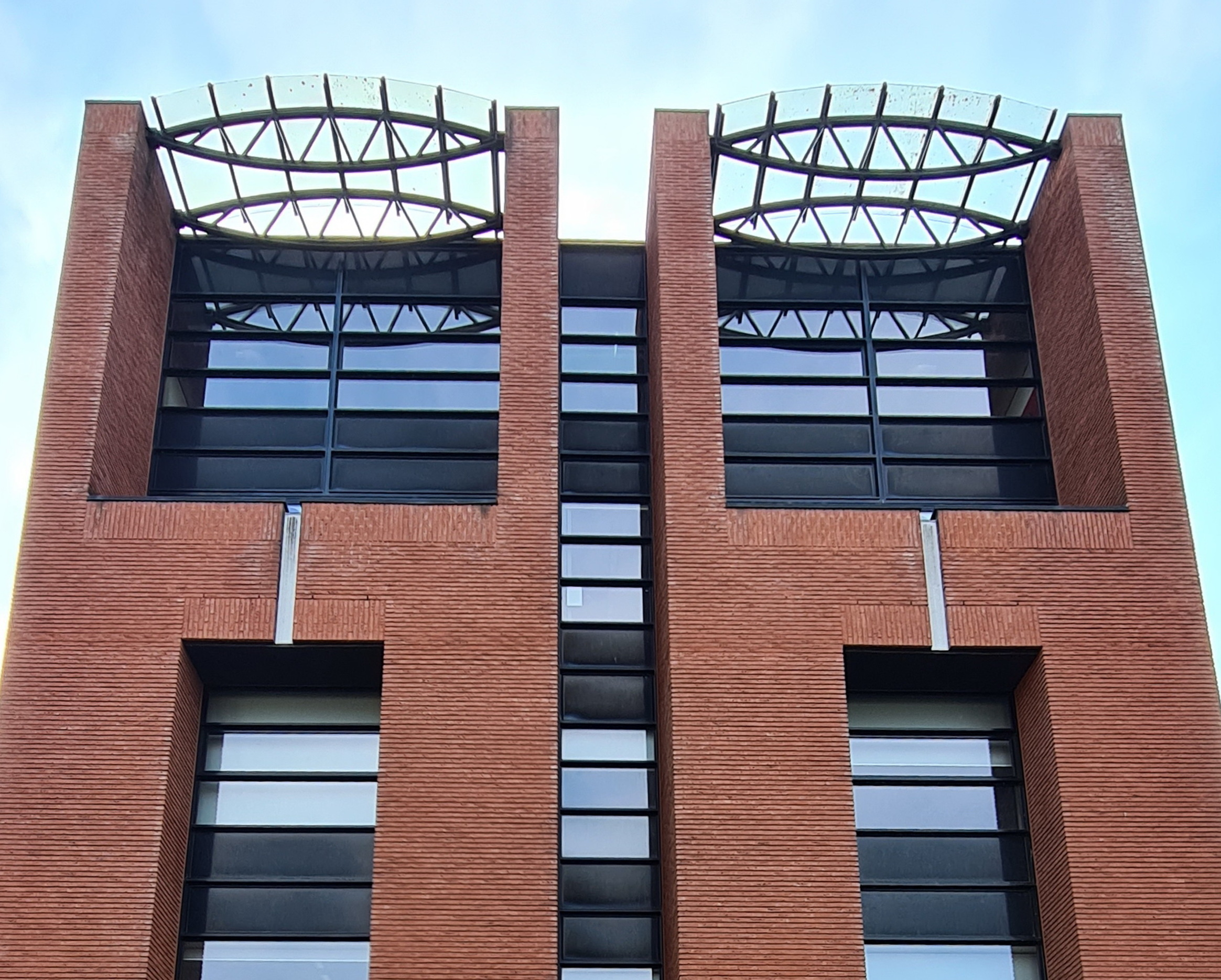
Idem, detail kopgevel

### Metselwerk
Zoals te verwachten van Botta, besteedde hij ook bij dit project veel aandacht aan het metselwerk, dat uitgevoerd werd in halfsteensverband met rode, grove bakstenen met eveneens rode, verdiepte voegen. Bij de kantoorvleugels is merendeels horizontaal metselwerk toegepast, afgewisseld met verticaal rolwerk onder en boven de vensters en langs de dakranden. Bij de centraalbouw is extra aandacht gegeven aan siermetselwerk, waarbij muurdelen met horizontaal en verticaal geplaatste bakstenen (rollagen) elkaar voortdurend afwisselen en elkaar ontmoeten in door diagonalen gedeelde vierkanten tussen de vensteropeningen. Opvallend zijn de blinde vensters met muizentandwerk en de zijvlakken van de open achterkant van de centraalbouw, waar rollagen in de vorm van langgerekte hexagonen zijn toegpast.

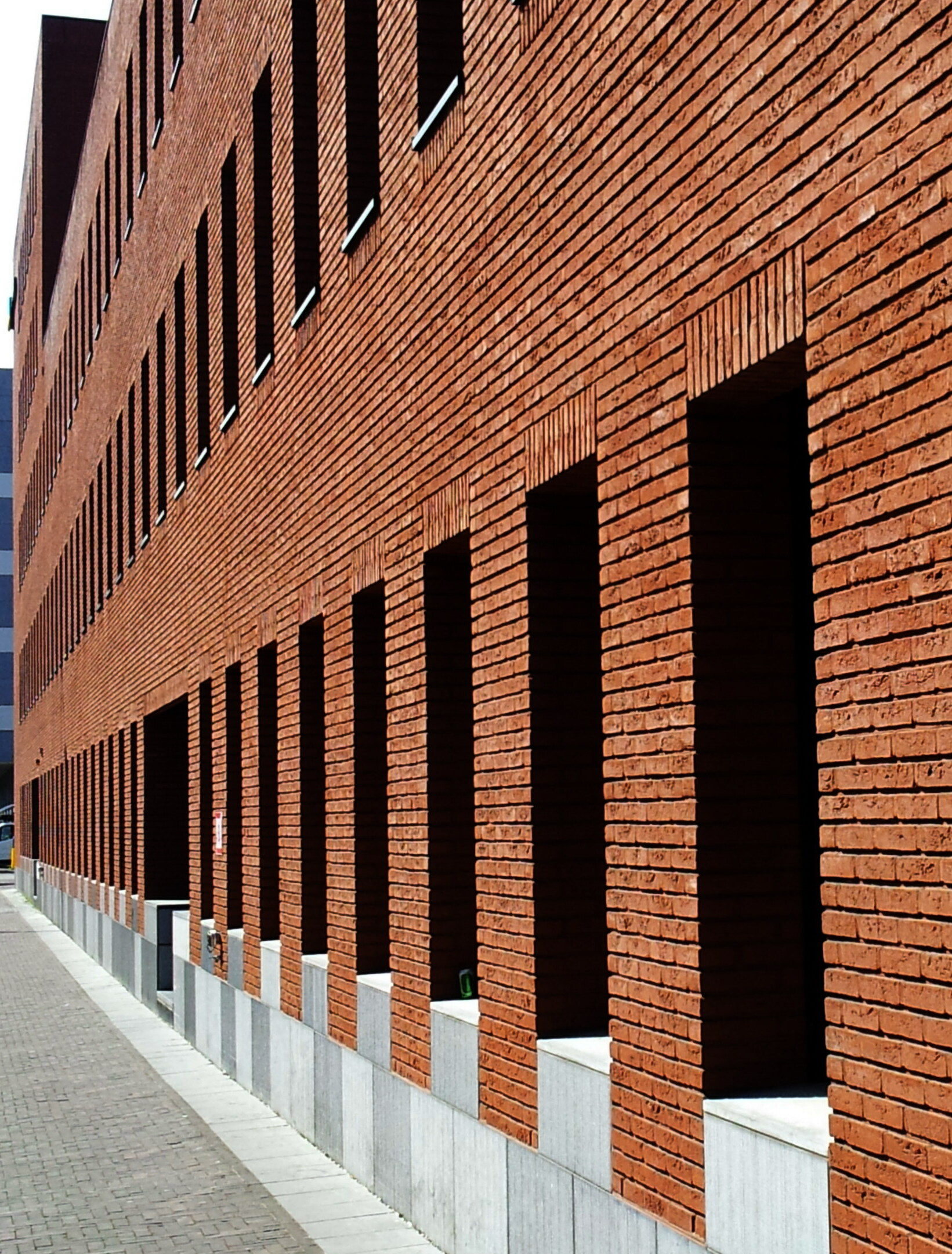
Metselwerk kantoorvleugel
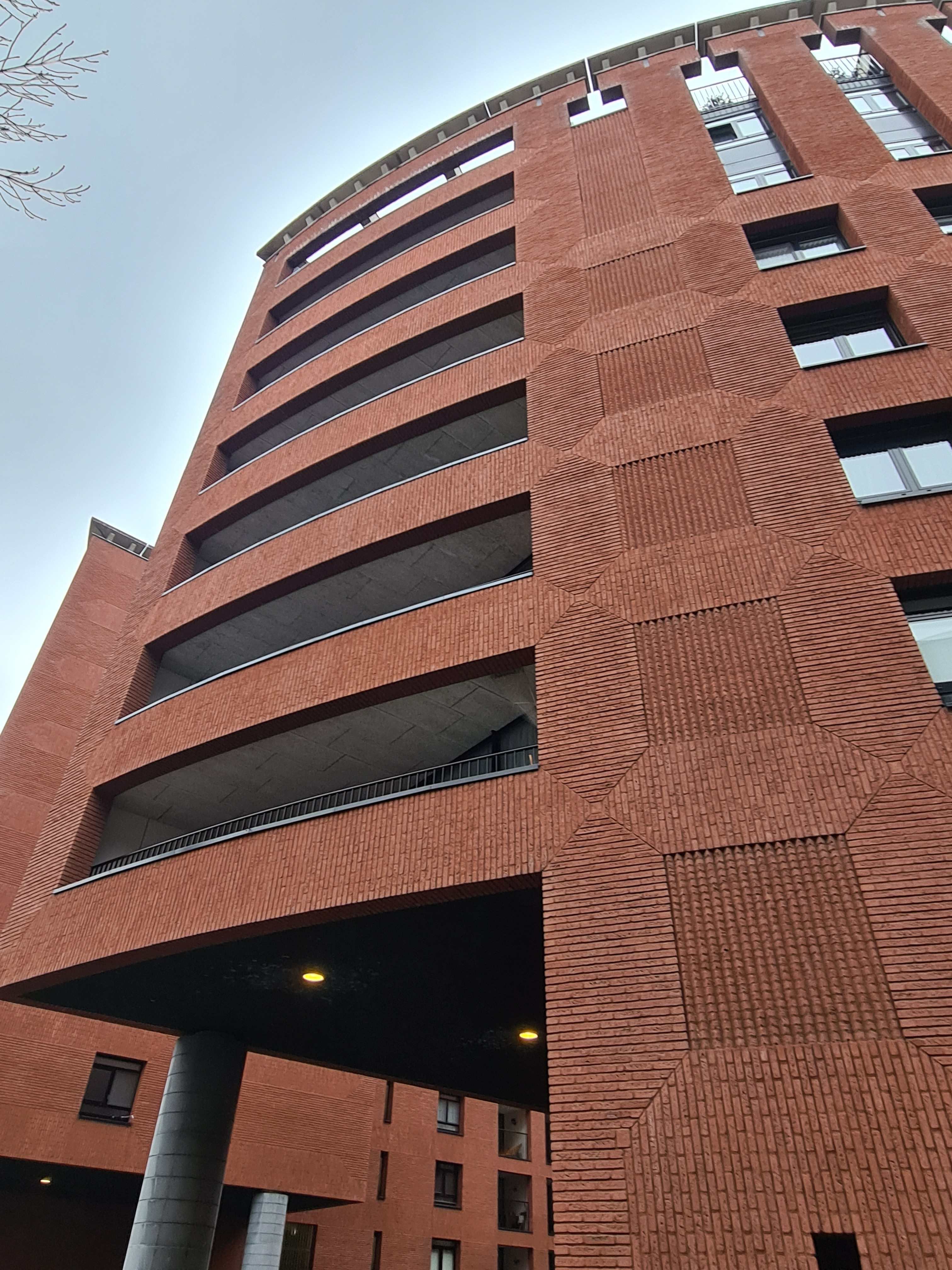
Metselwerk centraalbouw
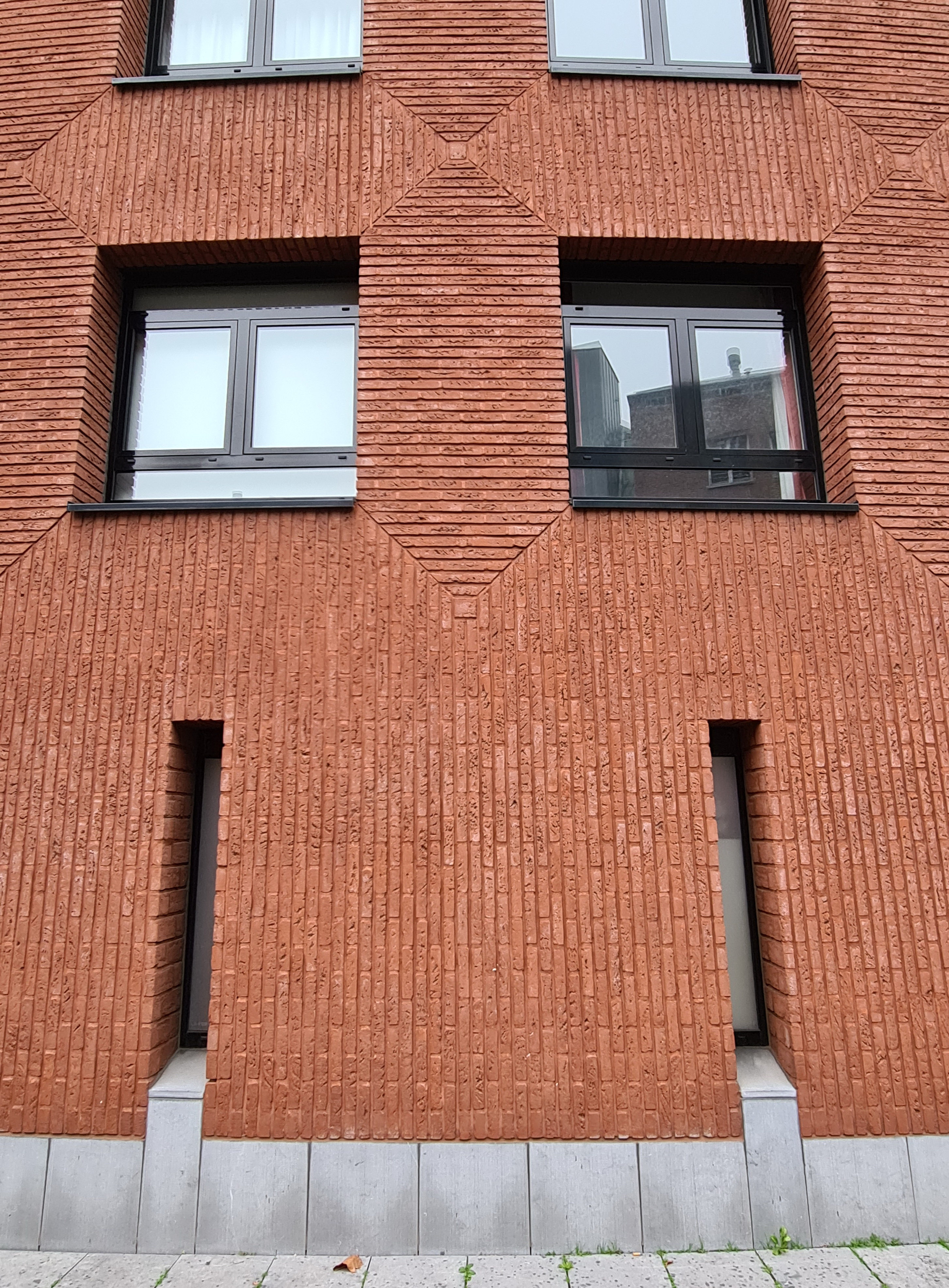
Idem, detail
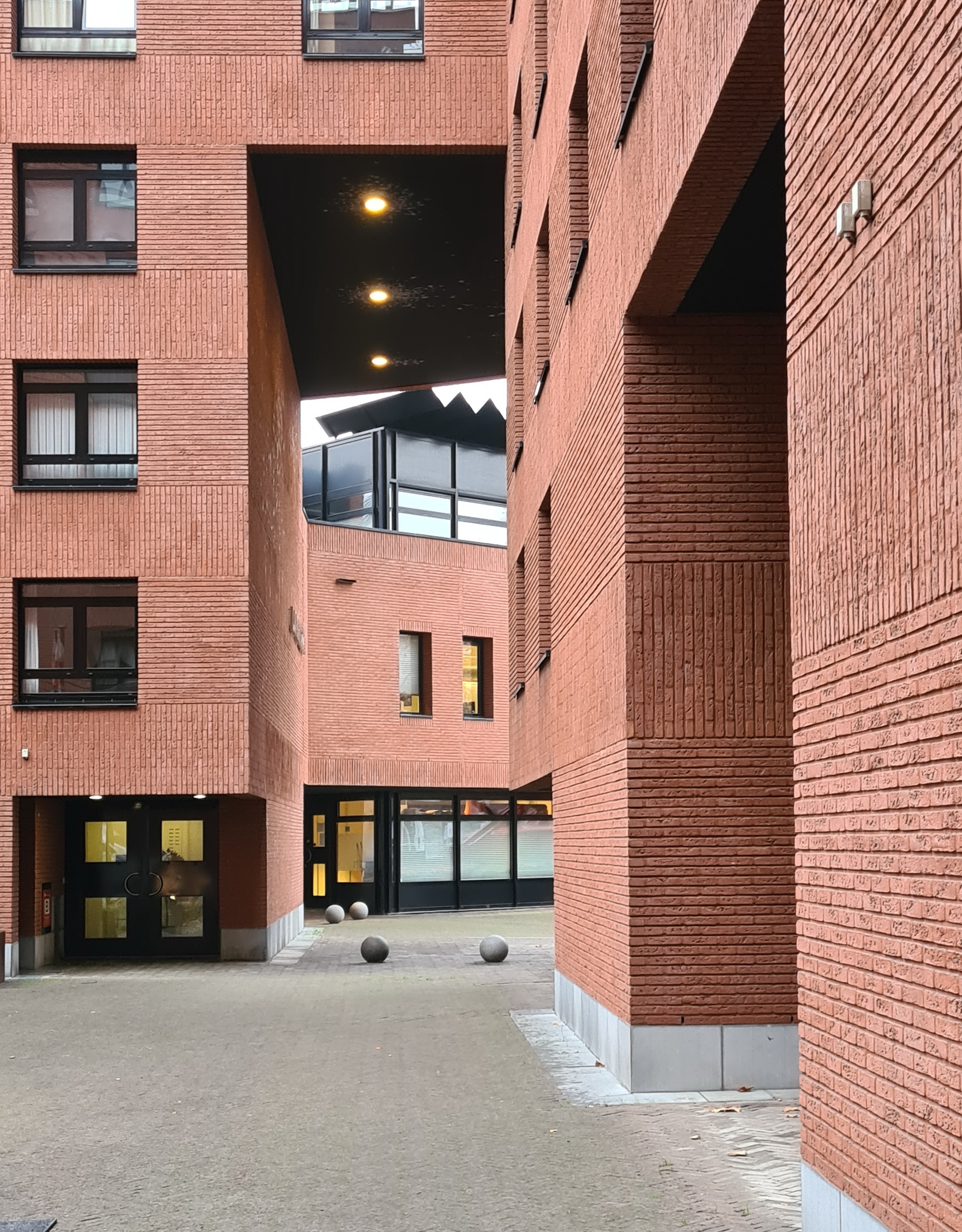
Idem, binnenhof centraalbouw

### Openbare ruimte

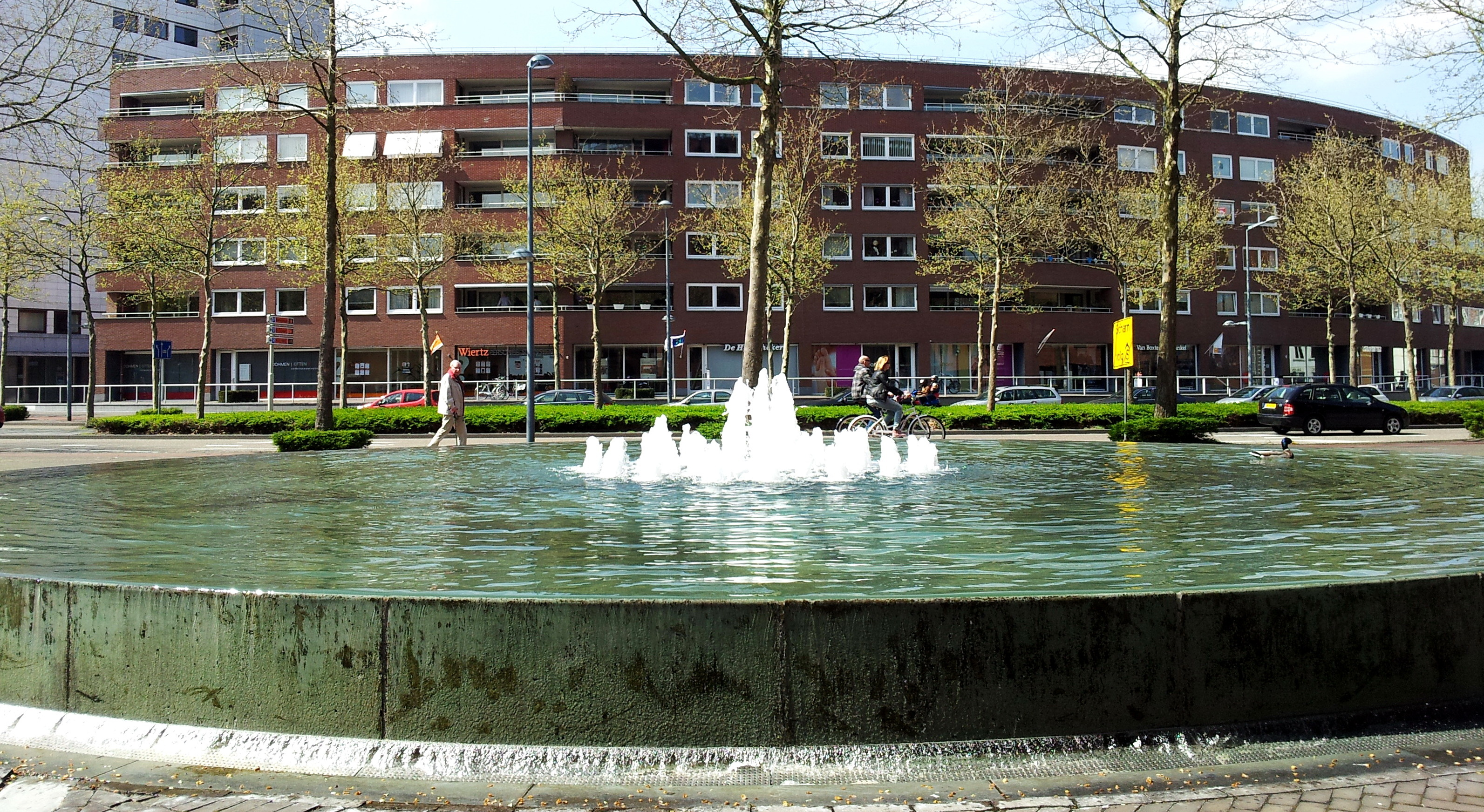
Fontein op het plein bij La Fortezza. Aan de overkant A Fachada van Álvaro Siza Vieira

De meeste bouwblokken in Céramique hebben een gesloten of gedeeltelijk gesloten vorm, waardoor de daarbinnen gelegen tuinen een privé of semi-openbaar karakter hebben. Bij Fortezza is dat anders. Doordat Botta de drie bouwdelen zover mogelijk naar de randen van het perceel toe schoof, bleef er aan de kant van de Avenue Céramique een ruim plein over. Het voorplein is als stedelijke verblijfsruimte ingericht. De bestrating bestaat uit rode klinkers, onderbroken door hardstenen strepen die diagonaal op het stratenpatroon lopen. Langs de gevelwanden staan enkele cilindervormige zitelementen van beton en hardsteen. Daartussen staan enkele fietsnietjes. Aan de zuidzijde van het plein bevindt zich een hardstenen bassin met een fontein. Nog verder naar het zuiden zijn de contouren van het voormalig bastion Parma in de bestrating (en het aansluitend weggedeelte) te herkennen. Er is geen beplanting, maar de viervoudige rij bomen op de Avenue Céramique zorgt voor een groene achtergrond. Aan het pleintje is een bushalte van stads- en regionale bussen.
Doordat de centraalbouw aan de achterkant open is en hekwerken ontbreken, behoort ook het binnenplein tot het publieke domein. Deze is deels als plantsoen ingericht, deels als doorgaande looproute. Tevens bevindt zich hier de in- en uitrit van de ondergrondse parkeergarage. Via de diverse door- en onderdoorgangen worden voor- en binnenplein met elkaar verbonden.

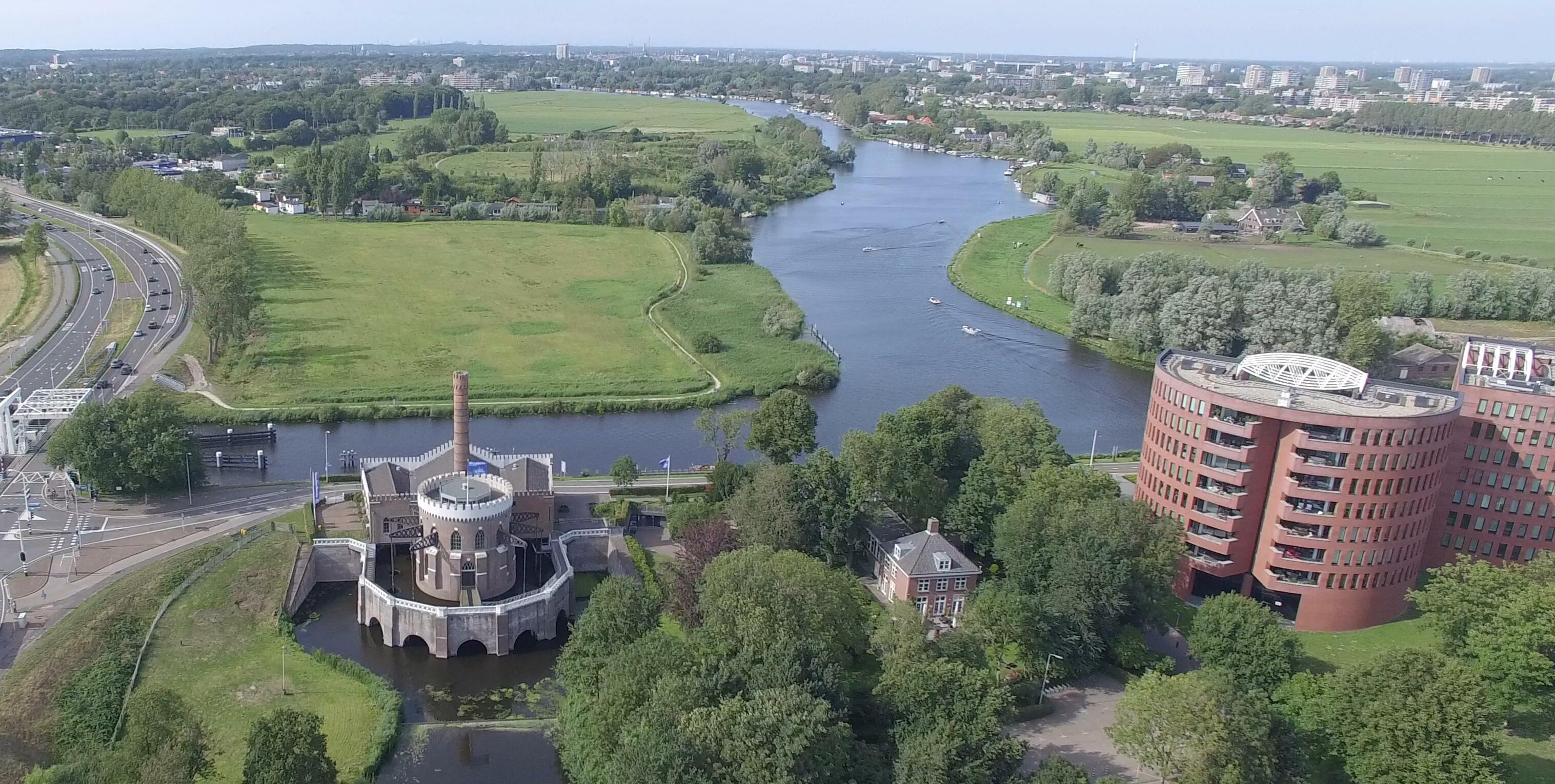
La Vista (rechts), twee woongebouwen van Mario Botta in Cruqius

## Varia
- Naast de voor de hand liggende vergelijking met een vesting, die al door de naam gesuggereerd wordt, is La Fortezza door de architectuurcriticus Jaap Huisman vergeleken met het Colosseum, "met dit verschil dat in de kuip niet leeuwen elkaar bevechten maar de auto's ondergronds gaan".[9]
- In 2008 verrees, pal naast het historische stoomgemaal De Cruquius in het Noord-Hollandse Cruqius het wooncomplex La Vista van Mario Botta. De twee halfronde woontorens, die in deze landelijke omgeving nogal detoneren, vertonen overeenkomsten met de centraalbouw van La Fortezza.
- Het Maastrichtse architectuurcentrum TOPOS publiceerde in 2020 een architectuurgids waarin 140 mensen vertellen wat hun favoriete gebouw in Maastricht of omgeving is. De architect Harry Gulpers koos voor La Fortezza, dat hij "een baken in de stad" noemt.[17]